# Príncipe Lu e a Lenda do Dragão
Príncipe Lu e a Lenda do Dragão é um filme brasileiro de 2024 dirigido por Leandro Neri e escrito por Leandro, Paulo Halm e Luccas Neto. Protagonizado por Luccas, o filme foi produzido por Cassiano Scarambone em parceria com Luccas Toon Studios, Take4Content e Take4Capital, sendo distribuído pela H2O Films. Atores e atrizes como Renato Aragão, Zezé Motta, Flávia Monteiro e Maurício Mattar fazem parte do elenco. Foi lançado em 25 de janeiro de 2024.
É o segundo filme de Luccas Neto lançado para os cinemas após Os Aventureiros - A Origem. As filmagens começaram em agosto de 2023; parte delas ocorreu em um castelo situado na cidade de São José dos Campos, no interior do estado de São Paulo. Um trailer foi divulgado em 15 de dezembro de 2023. Sessões de pré-estreia ocorreram a partir de 18 de janeiro do ano seguinte.
Em uma crítica ao Esquina da Cultura, Matheus Mans deu uma nota de 1/5 ao filme. Já Victor Hugo Furtado do Papo de Cinema, atribuiu uma nota de 3/10.